# Dendroligotrichum tongariroense
Dendroligotrichum tongariroense là một loài rêu trong họ Polytrichaceae. Loài này được (Colenso) Tangney mô tả khoa học đầu tiên năm 2011.